# Wspólnota administracyjna Ruhmannsfelden
Wspólnota administracyjna Ruhmannsfelden – wspólnota administracyjna (niem. Verwaltungsgemeinschaft) w Niemczech, w kraju związkowym Bawaria, w rejencji Dolna Bawaria, w regionie Donau-Wald, w powiecie  Regen. Siedziba wspólnoty znajduje się w miejscowości Ruhmannsfelden.
Wspólnota administracyjna zrzesza jedną gminę targową (Markt) oraz trzy gminy wiejskie (Gemeinde): 
- Achslach, 971 mieszkańców, 30,05 km²
- Gotteszell, 1 187 mieszkańców, 9,22 km²
- Ruhmannsfelden, gmina targowa, 2 001 mieszkańców, 5,80 km²
- Zachenberg, 2 099 mieszkańców, 27,30 km²

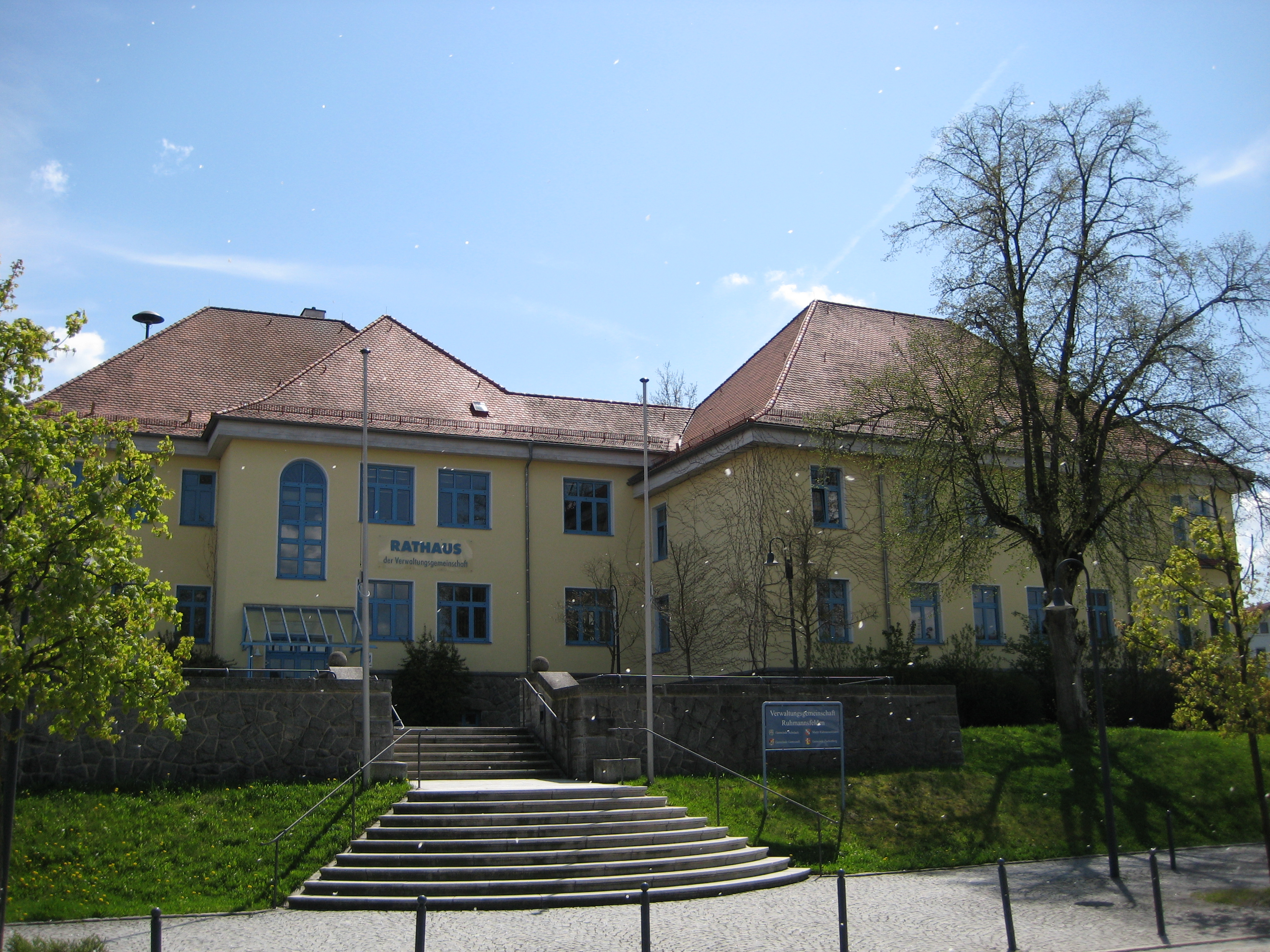
Ratusz